# Sophronica calceata
Sophronica calceata là một loài bọ cánh cứng trong họ Cerambycidae.